# James Brown (lekkoatleta)
James Ross „Jim” Brown (ur. 4 sierpnia 1909 w Cranbrook, zm. 7 lipca 2000 w Edmonton) – kanadyjski sprinter, uczestnik igrzysk olimpijskich, medalista igrzysk Imperium Brytyjskiego.
W 1930 Brown wziął udział w I Igrzyskach Imperium Brytyjskiego jako członek reprezentacji Kanady. Wziął udział w dwóch konkurencjach lekkoatletycznych. W biegu na 100 jardów zajął trzecie miejsce w drugim biegu eliminacyjnym i odpadł z dalszej rywalizacji. W sztafecie 4 × 110 jardów, Brown biegł na pierwszej zmianie, a reprezentacja Kanady, z czasem 42,2 sekundy, zdobyła tytuł mistrzowski.
Dwa lata później Brown wziął udział w X Letnich Igrzyskach Olimpijskich w Los Angeles. Uczestniczył tam w rywalizacji sztafet 4 × 100 metrów. Kanadyjczyk biegł na drugiej zmianie, a ekipa kanadyjska zajęła w finale czwarte miejsce.

## Rekordy życiowe
- bieg na 100 metrów - 10,6 (1932)